# Buddelundiella franciscoliana
Buddelundiella franciscoliana is een pissebed uit de familie Buddelundiellidae. De wetenschappelijke naam van de soort is voor het eerst geldig gepubliceerd in 1953 door Brian.